# Вагани
Вагани су насељено мјесто у Босни и Херцеговини у општини Котор Варош, ентитет Република Српска. Према попису становништва из 1991. у насељу је живјело 370 становника.

## Историја
Учесници у Првом свјетском рату у Српској војсци: Ђорђе Бибић, Илија Н. Ђукић, и Милан Ескић.
Четници: Васкрсије Кршо Радмановић, Јован Радмановић, Бранко Чолић, Бранко Бибић, Рајко Бибић, Богдан Бибић, Мирко Kутић, Душан Ђукић, Бранко Kутић, Млађен (М) Ескић и Млађен (Ђ) Ескић.
Партизани: Миле Вученовић, Васкрсија Вученовић, Гојко Вученовић, Гојко (Ј) Ескић, Миљка Ескић, Јован Пезеровић, Томо Пезеровић, Славко Балшић, Бранко (К) Бибић, Лазо Бибић, Живко Бибић, Даница Ескић, Крсто Ескић.
Село је током рата чувао елитни Одред ,,Обилић" под командом Лазара Тешановића
Даљи историјат Мјесне Заједнице и села Вагани може се прочитати у књизи Ostoja Đukić - Vagani: Od legende do stvarnosti

## Становништво
Према попису становништва из 1991. године, мјесто је имало 370 становника.
| Демографија | Демографија | Демографија |
| Година      | Становника  | Становника  |
| ----------- | ----------- | ----------- |
| 1961.       | 408         |             |
| 1971.       | 501         |             |
| 1981.       | 493         |             |
| 1991.       | 372         |             |